# Az emberi jogok világnapja

Emberi jogok ünnepi logója

Az emberi jogok világnapját minden év december 10-én ünneplik. A napot Az emberi jogok egyetemes nyilatkozata ENSZ közgyűlés általi elfogadásának és kikiáltásának tiszteletére választották 1948. december 10-én. 
Az emberi jogok világnapját hivatalosan a Közgyűlés 317. plenáris ülésén hozták létre 1950. december 4-én, amikor a Közgyűlés bejelentette a 423 (V)-as indítványt és felkért valamennyi tagállamot és más érdekelt szervezeteket, hogy megünnepeljék a napot.
Az emberi jogok világnapján magas szintű politikai konferenciákat és találkozókat valamint az emberi jogi kérdésekkel foglalkozó kulturális rendezvényeket és kiállításokat szerveznek. Hagyományosan december 10-én osztják ki az ENSZ ötévenként adott emberi jogi díját. Számos, az emberi jogok területén aktív kormányzati és nem kormányzati szervezet is rendez különleges eseményeket, hogy megemlékezzenek erről a napról, mint ahogy sok más polgári és szociális szervezetek is.
Számos nyilatkozat is megjelent ez alkalommal, többek között az egyik a 37 egyesült nemzet különleges eljárások mandátum birtokosai által kibocsátott:  

„Ma, a szegénység uralkodik mint a legsúlyosabb emberi jogi kihívás a világban. Küzdelem a szegénység, a nélkülözés és a kirekesztődés ellen nem jótékonyság kérdése, és ez nem függ attól, milyen gazdag egy ország. A szegénység elleni küzdelem emberi jogi kötelezettség, a világnak jó esélye van arra, hogy eltörölje ezt e szörnyűséget a mi életünkben ... A szegénység felszámolása megvalósítható cél. ENSZ Emberi Jogok főbiztosa, Louise Arbour, 2006. december 10.”

2006-ban a szegénység elleni küzdelem volt a téma mint emberi jogi kérdés.